# Ingrid Neelová
Ingrid Neelová (* 16. června 1998 Oyster Bay, New York) je estonská profesionální tenistka, deblová specialistka, která do března 2023 reprezentovala rodné Spojené státy americké. Ve své dosavadní kariéře na okruhu WTA Tour vyhrála čtyři deblové turnaje. V sérii WTA 125 vybojovala tři trofeje ve čtyřhře. V rámci okruhu ITF získala dva tituly ve dvouhře a dvanáct ve čtyřhře.
Na žebříčku WTA byla ve dvouhře nejvýše klasifikována v červnu 2015 na 501. místě a ve čtyřhře v květnu 2024 na 32. místě.
V estonském týmu Billie Jean King Cupu debutovala v roce 2023 utkáním základního bloku 2. skupiny zóny Evropy a Afriky proti Jihoafrické republice, v němž vyhrála čtyřhru s Maileen Nuudiovou. Estonky zvítězily 3:0 na zápasy. Do dubna 2024 v soutěži nastoupila ke čtyřem mezistátním utkáním s bilancí 0–0 ve dvouhře a 4–0 ve čtyřhře.

## Soukromý život
Po babičce, která v roce 1944 emigrovala ze Saaremay do Spojených států, má estonský původ. Estonský tenisový svaz jí nabídl reprezentovat tento východoevropský stát a od dubna 2023 začala za Estonsko hrát.
Akademický tenis hrála od ledna 2017 za tým Aligátorů na Floridskě univerzitě. V akademické sezóně 2017 pomohla Aligátorům získat sedmý celostátní titul NCAA po finálové výhře nad ženským družstvem Kardinálů Stanfordovy univerzity.

## Tenisová kariéra
V juniorském tenise, kdy se připravovala v bradentonské IMG akademii, prohrála finále Orange Bowlu 2014 se Sofií Keninovou. Společně pak v roce 2015 ovládly čtyřhru turnaje Eddieho Herra.
V rámci hlavních soutěží událostí okruhu ITF debutovala v červnu 2014, když na turnaji v delawarském Bethany Beach dotovaném 10 tisíci dolary obdržela divokou kartu. V semifinále podlehla krajance Josie Kuhlmanové z deváté světové stovky. Premiérový titul v této úrovni tenisu vybojovala během září 2014 na floridském Amelia Island, turnaji s rozpočtem 10 tisíc dolarů. Celkem zvládla osm zápasů v řadě, když musela projít tříkolovou kvalifikací. V úvodním setu finále jí skrečovala krajanka Edina Gallovitsová-Hallová.
V kvalifikaci okruhu WTA Tour debutovala na březnovém Miami Open 2015 v Key Biscayne. Po první výhře nad členkou světové stovky, osmdesátou pátou Donnou Vekićovou z Chorvatska, ji do dvouhry nepustila Belgičanka Alison Van Uytvancková. Grandslamovou premiéru prožila v ženském deblu US Open 2015, do něhož s krajankou Tornado Aliciou Blackovou obdržely divokou kartu. Po výhře nad Černohorkou Dankou Kovinićovou s Kazachstánkou Julií Putincevovou nenašla ve druhé fázi recept na sedmé nasazené Andreu Hlaváčkovou a Lucii Hradeckou. Jednalo se o její první hlavní soutěž na túře WTA.
Vyjma majorů do hlavní soutěže WTA Tour poprvé zasáhla v deblu washingtonského Citi Open 2019. Do čtvrtfinále se premiérově podívala v páru se Sabrinou Santamariovou na Monterrey Open 2020, kde je vyřadily Australanky Ellen Perezová a Storm Sandersová. Jako vítězka odešla s Francouzkou Elixane Lechemiovou ze čtyřhry antukového Copa Colsanitas 2021 v Bogotě. V závěrečném duelu porazily rumunsko-německý pár Mihaelu Buzărnescuovou a Annu-Lenu Friedsamovou po dvousetovém průběhu.
Druhou deblovou trofej na túře WTA získala s Norkou Ulrikke Eikeriovou na Rothesay Open Nottingham 2023. Po více než dvouhodinové finálové bitvě porazily Britky Harriet Dartovou a Heather Watsonovou až v rozhodujícím supertiebreaku. V úvodní sadě za stavu 5–6 a 0:40 odvrátily čtyři setboly v řadě, aby následně set získaly.

## Finále na okruhu WTA Tour

### Čtyřhra: 5 (4–1)
| Legenda            |
| ------------------ |
| Grand Slam (0)     |
| Turnaj mistryň (0) |
| WTA 1000 (0)       |
| WTA 500 (1–1)      |
| WTA 250 (3–0)      |

| Stav       | č. | datum           | turnaj                         | kategorie | povrch     | spoluhráčka        | soupeřky ve finále                          | výsledek              |
| ---------- | -- | --------------- | ------------------------------ | --------- | ---------- | ------------------ | ------------------------------------------- | --------------------- |
| Vítězka    | 1. | duben 2021      | Bogotá, Kolumbie               | WTA 250   | antuka     | Elixane Lechemiová | Mihaela Buzărnescuová Anna-Lena Friedsamová | 6–3, 6–4              |
| Vítězka    | 2. | červen 2023     | Nottingham, Spojené království | WTA 250   | tráva      | Ulrikke Eikeriová  | Harriet Dartová Heather Watsonová           | 7–6(8–6), 5–7, [10–8] |
| Vítězka    | 3. | 30. září 2023   | Tokio, Japonsko                | WTA 500   | tvrdý      | Ulrikke Eikeriová  | Eri Hozumiová Makoto Ninomijová             | 3–6, 7–5, [10–5]      |
| Finalistka | 1. | 21. dubna 2024  | Stuttgart, Německo             | WTA 500   | antuka (h) | Ulrikke Eikeriová  | Čan Chao-čching Veronika Kuděrmetovová      | 6–4, 3–6, [2–10]      |
| Vítězka    | 4. | 16. června 2024 | Rosmalen, Nizozemsko           | WTA 250   | tráva      | Bibiane Schoofsová | Tereza Mihalíková Olivia Nichollsová        | 7–6(8–6), 6–3         |

## Finále série WTA 125
| Legenda                  |
| ------------------------ |
| D – dvouhra; Č – čtyřhra |
| WTA 125 (3–0 Č)          |

### Čtyřhra: 3 (3–0)
| Stav    | č. | datum       | turnaj                 | povrch | spoluhráčka       | soupeřky ve finále                  | výsledek         |
| ------- | -- | ----------- | ---------------------- | ------ | ----------------- | ----------------------------------- | ---------------- |
| Vítězka | 1. | květen 2023 | Florencie, Itálie      | antuka | Vivian Heisenová  | Asia Muhammadová Giuliana Olmosová  | 1–6, 6–2, [10–8] |
| Vítězka | 2. | červen 2023 | Makarska, Chorvatsko   | antuka | Wu Fang-sien      | Anna Sisková Renata Voráčová        | 6–3, 7–5         |
| Vítězka | 3. | srpen 2023  | Chicago, Spojené státy | tvrdý  | Ulrikke Eikeriová | Cristina Bucșová Alexandra Panovová | bez boje         |

## Tituly na okruhu ITF
| Dotace turnajů okruhu ITFová | Dotace turnajů okruhu ITFová |
| ---------------------------- | ---------------------------- |
| 100 000 $ tournaments        | 80 000 $ tournaments         |
| 75 000 $ tournaments         | 60 000 $ tournaments         |
| 50 000 $ tournaments         | 25 000 $ tournaments         |
| 15 000 $ tournaments         | 10 000 $ tournaments         |

### Dvouhra (2 tituly)
| Č. | datum       | turnaj                       | povrch | poražená finalistka        | výsledek |
| -- | ----------- | ---------------------------- | ------ | -------------------------- | -------- |
| 1. | září 2014   | Amelia Island, Spojené státy | antuka | Edina Gallovitsová-Hallová | 4–4skreč |
| 2. | červen 2016 | Bethany Beach, Spojené státy | antuka | Alexandra Muellerová       | 6–3, 6–3 |

### Čtyřhra (12 titulů)
| Č.  | datum         | turnaj                       | povrch    | spoluhráčka             | poražené finalistky                         | výsledek              |
| --- | ------------- | ---------------------------- | --------- | ----------------------- | ------------------------------------------- | --------------------- |
| 1.  | březen 2015   | Gainesville, Spojené státy   | antuka    | Fanny Stollárová        | Sofia Keninová Marie Norrisová              | 6–3, 6–3              |
| 2.  | březen 2015   | Orlando, Spojené státy       | antuka    | Fanny Stollárová        | Kateřina Kramperová Katerina Stewartová     | 6–3, 7–6(7–4)         |
| 3.  | leden 2016    | Wesley Chapel, Spojené státy | antuka    | Natalja Vichljancevová  | Natela Dzalamidzeová Veronika Kuděrmetovová | 4–6, 7–6(7–4), [10–6] |
| 4.  | únor 2016     | Midland, Spojené státy       | tvrdý (h) | CiCi Bellisová          | Naomi Broadyová Shelby Rogersová            | 6–2, 6–4              |
| 5.  | červen 2016   | Buffalo, Spojené státy       | antuka    | Caroline Dolehideová    | Sophie Changová Alexandra Muellerová        | 5–7, 6–3, [10–6]      |
| 6.  | září 2016     | Atlanta, Spojené státy       | tvrdý     | Luisa Stefaniová        | Alexandra Stevensonová Taylor Townsendová   | 4–6, 6–4, [10–5]      |
| 7.  | listopad 2016 | Scottsdale, Spojené státy    | tvrdý     | Taylor Townsendová      | Samantha Crawfordová Melanie Oudinová       | 6–4, 6–3              |
| 8.  | říjen 2018    | Óbidos, Portugalsko          | koberec   | Michaëlla Krajiceková   | Cristina Bucșová Diāna Marcinkevičová       | 6–2, 6–2              |
| 9.  | duben 2019    | Innisbrook, Spojené státy    | antuka    | Quinn Gleasonová        | Akgul Amanmuradovová Lizette Cabrerová      | 5–7, 7–5, [10–8]      |
| 10. | říjen 2019    | Charleston, Spojené státy    | antuka    | Anna Danilinová         | Vladica Babićová Caitlin Whoriskeyová       | 6–1, 6–1              |
| 11. | červen 2022   | Surbiton, Spojené království | tráva     | Rosalie van der Hoeková | Fernanda Contrerasová Catherine Harrisonová | 6–3, 6–3              |
| 12. | únor 2023     | Irapuato, Mexiko             | tvrdý     | Emina Bektasová         | Elixane Lechemiová Quinn Gleasonová         | 7–6(7–4), 3–6, [10–6] |